# Lista de capítulos de Magi
O mangá Magi é escrito e ilustrado por Shinobu Outaka, e é publicado pela editora Shogakukan na revista Weekly Shōnen Sunday. O primeiro capítulo de Magi foi publicado em junho de 2009 e o último em outubro de 2017, concluindo a obra com mais de 360 capítulos compilados em 37 volumes. Nesta página, os capítulos estão listados por volume, com seus respectivos títulos originais (títulos originais na coluna secundária, os volumes de Magi não são titulados).
No Brasil, é licenciado e publicado pela editora JBC, iniciado em julho de 2014 e concluído em dezembro de 2018.

## Volumes 1~12
| - 1. Seu Nome é Aladdin - 2. Seu Nome é Alibaba - 3. Aladdin e Alibaba - 4. Exploração da Dungeon - 5. Aventura - 6. O Centro da Dungeon - 7. A Ameaça da Dungeon | - 1. その名はアラジン (Sono Na wa Arajin) - 2. その名はアリババ (Sono Na wa Aribaba) - 3. アラジンとアリババ (Arajin to Aribaba) - 4. 迷宮組曲 (Danjon Kumikyoku) - 5. 冒険 (Bōken) - 6. 迷宮の中 (Danjon no Naka) - 7. 迷宮の脅威 (Danjon no Kyōi) |

| - 8. A Verdadeira Identidade de Aladdin - 9. Tirano - 10. Sabotagem - 11. Necrópole - 12. O Lugar que Extenua a Vida - 13. O Mágico da Criação do Mundo - 14. O Senhor da Dungeon - 15. Concluído - 16. Promessa - 17. O Dia da Jornada | - 8. アラジンの正体 (Arajin no Shōtai) - 9. 暴君 (Bōkun) - 10. 望郷 (Bōkyō) - 11. ネクロポリス (Nekuroporisu) - 12. 命張る場所 (Inochi Haru Basho) - 13. 創世の魔法使い (Sōsei no Mahōtsukai) - 14. 迷宮の主 (Danjon no Nushi) - 15. 完全攻略 (Kuria) - 16. 約束 (Yakusoku) - 17. 旅立ちの日 (Tabidachi no Hi) |

| - 18. Rukh - 19. O Grande Império Kouga - 20. Caça de Escravos - 21. Lenda - 22. Guerra - 23. O Lar das Almas - 24. Caçador de Dungeons - 25. Paimon - 26. Guia - 27. A Cicatriz que Não Desaparece | - 18. ルフ (Rufu) - 19. 大黄牙帝国 (Dai Kouga Teikoku) - 20. 奴隷狩り (Dorei Gari) - 21. 伝説 (Densetsu) - 22. 戦争 (Sensō) - 23. 魂の故郷 (Tamashī no Furusato) - 24. 迷宮攻略者 (Danjon Kōryakusha) - 25. パイモン (Paimon) - 26. 導かれし者 (Michibika Reshi Mono) - 27. 消えないあざ (Kienai Aza) |

| - 28. O Clã Guerreiro Fanalis - 29. Escravo - 30. Milagre - 31. Banquete - 32. A Estrada para Balbadd - 33. Seu Nome é Sinbad - 34. Resposta - 35. A Névoa se Dispersa - 36. A Trupe da Névoa - 37. Observando a Lua | - 28. 戦闘民族ファナリス (Sentō Minzoku Fanarisu) - 29. 奴隷 (Dorei) - 30. 奇跡 (Kiseki) - 31. 宴 (Utage) - 32. バルバッドへの道 (Barubaddo e no Michi) - 33. その名はシンドバッド (Sono Na wa Shindobaddo) - 34. 答え (Kotae) - 35. 霧散 (Musan) - 36. 霧の団 (Kiri no Dan) - 37. 月見 (Tsukimi) |

| - 38. Rua Ferro-velho - 39. Incidente - 40. Fique Tranquilo - 41. Ataque - 42. Alibaba e Sinbad - 43. Alibaba e Ahbmad - 44. Sol Negro - 45. Seu Nome é Judar - 46. Dois Magi - 47. Magia - 48. Ugo-kun | - 38. ゴミ溜めの街 (Gomidame no Machi) - 39. 事件 (Jiken) - 40. 大丈夫 (Daijōbu) - 41. 襲撃 (Shūgeki) - 42. アリババとシンドバッド (Aribaba to Shindobaddo) - 43. アリババとアブマド (Aribaba to Abumado) - 44. 黒い太陽 (Kuroi Taiyō) - 45. その名はジュダル (Sono Na wa Judaru) - 46. 二人のマギ (Futari no Magi) - 47. 魔法 (Mahō) - 48. ウーゴくん (Ūgo-kun) |

| - 49. Um Novo Visitante - 50. Batalha - 51. Após a Batalha - 52. Alibaba e Sahbmad - 53. Salvador - 54. Dever - 55. Determinação - 56. O Receptáculo Metálico de Djinn - 57. Dote - 58. Magi Equip | - 49. 新たなる来訪者 (Aratanaru Raihōsha) - 50. 乱戦 (Ransen) - 51. 戦いの後 (Tatakai no Ato) - 52. アリババとサブマド (Aribaba to Sabumado) - 53. 救う者 (Sukuumono) - 54. 責任 (Sekinin) - 55. 決意 (Ketsui) - 56. ジンの金属器 (Jin no Kinzoku Ki) - 57. 結納品 (Yuinō Hin) - 58. 魔装 (Masō) |

| - 59. Investida - 60. Retornando ao Confronto - 61. Rebelião - 62. A Resposta de Alibaba - 63. A Sofisma de Alibaba - 64. A República de Balbadd - 65. A Resposta de Kassim - 66. O Palácio Sagrado de Aladdin - 67. O Choque da Noite - 68. O Djinn de Rukh Negro | - 59. 突撃 (Totsugeki) - 60. 再対決 (Sai Taiketsu) - 61. 反逆 (Hangyaku) - 62. アリババの答え (Aribaba no Kotae) - 63. アリババの屁理屈 (Aribaba no Herikutsu) - 64. バルバッド共和国 (Barubaddo Kyōwakoku) - 65. カシムの答え (Kashimu no Kotae) - 66. 聖宮のアラジン (Seikyū no Arajin) - 67. 激突 (Gekitotsu) - 68. 黒きルフのジン (Kuroki Rufu no Jin) |

| - 69. O Desejo da Revolução - 70. Pássaro - 71. Alibaba e... - 72. A Sabedoria de Solomon - 73. O Desejo de Rukh - 74. Algo Sublime - 75. Kassim e... - 76. Sorriso - 77. O Reino de Sindria - 78. Magos | - 69. 革命の意志 (Kakumei no Ishi) - 70. 鳥 (Tori) - 71. アリババとは (Aribaba to wa) - 72. ソロモンの知恵 (Soromon no Chie) - 73. ルフの意志 (Rufu no Ishi) - 74. 崇高な何か (Sūkōna Nanika) - 75. カシムとは (Kashimu to wa) - 76. 笑顔 (Egao) - 77. シンドリア王国 (Shindoria Ōkoku) - 78. 魔法使い (Mahōtsukai) |

| - 79. A Espada de Alibaba - 80. Os Oito Generais - 81. A Noite de Mahrajan - 82. Uma Grande Nação - 83. O Cotidiano de Cada Um - 84. Kougyoku e Sinbad - 85. O Culpado é...? - 86. Seu Nome é Ren Hakuryuu - 87. O Príncipe Real e o Príncipe Imperial - 88. A Viagem Para Zagan | - 79. アリババの剣 (Aribaba no Ken) - 80. 八人将 (Hachi Nin Shō) - 81. 謝肉宴の夜 (Maharagān no Yoru) - 82. 大きな国 (Ōkina Kuni) - 83. それぞれの日々 (Sorezore no Hibi) - 84. 紅玉とシンドバッド (Kōgyoku to Shindobaddo) - 85. 犯人は? (Han'nin wa?) - 86. その名は練白龍 (Sono Na wa Ren Hakuryū) - 87. 王子と皇子 (Ōji to Ōji) - 88. ザガンへの船旅 (Zagan e no Funatabi) |

| - 89. O Melhor que Posso Fazer Agora - 90. Outra Dungeon - 91. Dentro de Zagan - 92. A Aparição de Zagan - 93. Halhaal Rasas - 94. Seu Poder - 95. Fracote - 96. A Magia de Zagan - 97. Ativação - 98. Assassino | - 89. 今できる最良のこと (Ima Dekiru Sairyō no Koto) - 90. 迷宮再び (Danjon Futatabi) - 91. ザガンの中 (Zagan no Naka) - 92. ザガン登場 (Zagan Tōjō) - 93. 灼熱の連弾 (Haruhāru Rasāsu) - 94. あなたの力 (Anata no Chikara) - 95. 弱虫 (Yowamushi) - 96. ザガンの魔法 (Zagan no Mahō) - 97. 発動 (Hatsudō) - 98. 発動 (Shikaku) |

| - 99. O Receptáculo Negro Metálico Novamente - 100. Carta na Manga - 101. Magi Equip de Djinn Negro - 102. Magia Extrema - 103. A Virada do Destino - 104. A Verdadeira Natureza da Força - 105. Conquistador de Dungeon - 106. Eu Ainda Posso Lutar!! - 107. Fúria - 108. Espadachim | - 99. 闇の金属器再び (Yami no Kinzoku Ki Futatabi) - 100. 切り札 (Kirifuda) - 101. 闇の魔装 (Yami no Masō) - 102. 極大魔法 (Kyokudai Mahō) - 103. 運命の逆流 (Unmei no Gyakuryū) - 104. 力の本質 (Chikara no Honshitsu) - 105. 迷宮攻略者 (Meikyū Kōryakusha) - 106. 私はまだ戦える!! (Watashi wa Mada Tatakaeru!!) - 107. 激情 (Gekijō) - 108. 剣士 (Kenshi) |

| - 109. Gênio - 110. O Quarto Magi - 111. O Banquete do Conquistador de Dungeon - 112. Caminho - 113. Maldição - 114. Alto Rei - 115. Dentro de Alibaba - 116. Momento Decisivo - 117. A Premonição de uma Nova Jornada - 118. A Razão da Determinação | - 109. 天才 (Tensai) - 110. 4人目のマギ (4 Hitome no Magi) - 111. 迷宮攻略者の宴 (Danjon Kōryakusha no Utage) - 112. 道 (Michi) - 113. 呪い (Noroi) - 114. 覇王 (Haō) - 115. アリババの中 (Aribaba no Naka) - 116. 転機 (Tenki) - 117. 旅立ちの予感 (Tabidachi no Yokan) - 118. 決意の訳 (Ketsui no Wake) |

## Volumes 13~24
| - 119. Separação - 120. Zepar - 121. Partida - 122. Viagem de Barco - 123. Piratas - 124. Ativação de Zagan - 125. Arrombamento - 126. A Fortaleza dos Piratas - 127. Lança de Gelo - 128. Mãe | - 119. 別離 (Betsuri) - 120. ゼパル (Zeparu) - 121. 出航 (Shukkō) - 122. 船旅 (Funatabi) - 123. 海賊 (Kaizoku) - 124. ザガン発動 (Zagan Hatsudō) - 125. 突入 (Totsunyū) - 126. 海賊砦 (Kaizoku Toride) - 127. 氷の槍 (Kōri no Yari) - 128. 母 (Haha) |

| - 129. Independência - 130. Memórias Sombrias - 131. Inimigo Amargo - 132. Confissão - 133. Uma Pessoa Gentil - 134. A Véspera das Despedidas - 135. Viajando Sozinho - 136. Ren Kouha - 137. Treinamento Especial - 138. Lições Diárias | - 129. 自立 (Jiritsu) - 130. 闇の記憶 (Yami no Kioku) - 131. 仇敵 (Kyuuteki) - 132. 告白 (Kokuhaku) - 133. 優しい人 (Yasashii Hito) - 134. 前日 (Zenjitsu) - 135. 一人旅 (Hitoritabi) - 136. 練紅覇 (Ren Kōha) - 137. 特訓の日々 (Tokkun no Hibi) - 138. 学問の日々 (Gakumon no Hibi) |

| - 139. Império Reim - 140. Yambala - 141. Coliseu - 142. Fusão - 143. Alta Sacerdotisa - 144. A Grande Fenda - 145. Aglomeração - 146. Um Mundo - 147. Um Novo Imperador - 148. Outros 6 Meses Depois | - 139. レーム帝国 (Rēmu Teikoku) - 140. ヤンバラ (Yanbara) - 141. 闘技場 (Tōgiba) - 142. 融合 (Yūgō) - 143. 最高司祭 (Saikō Shisai) - 144. 大峡谷 (Dai Kyōkoku) - 145. 集会 (Shūkai) - 146. 一つの世界 (Hitotsu no Sekai) - 147. 新たなる皇帝 (Aratanaru Kōtei) - 148. さらに半年後 (Sarani Hantoshi-go) |

| - 149. Titus Alexius - 150. Aladdin VS Titus - 151. Magia Aberrante - 152. A Verdadeira Identidade de Titus - 153. Missão - 154. Cooperação - 155. O 5º Nível de Autorização do Distrito - 156. Rebanho - 157. Magoi Fornalha - 158. Reforma Ideológica | - 149. ティトス・アレキウス (Titosu Arekiusu) - 150. アラジンVSティトス (Arajin VS Titosu) - 151. 超律魔法 (Chō Ritsu Mahō) - 152. ティトスの正体 (Titosu no Shōtai) - 153. 使命 (Shimei) - 154. 協力 (Kyōryoku) - 155. 5等許可区 (5 tō Kyokaku) - 156. 家畜 (Kachiku) - 157. 魔力炉 (Magoi Ro) - 158. 思想教育 (Shisō Kyōiku) |

| - 159. A Solidão do Mago - 160. O País do Mago - 161. Transformação - 162. A Verdade Sobre Mogamett - 163. Zemi - 164. A Verdade Sobre Titus - 165. Gênesis - 166. Antes de Começar a Guerra - 167. Grito de Guerra - 168. Divindades Guardiãs | - 159. 魔導士の孤独 (Madōshi no Kodoku) - 160. 魔導士の国 (Madōshi no Kuni) - 161. 変化 (Henka) - 162. モガメットの真実 (Mogametto no Shinjitsu) - 163. 研究室 (Zemi) - 164. ティトスの真実 (Titosu no Shinjitsu) - 165. 発端 (Hottan) - 166. 開戦の前 (Kaisen no Mae) - 167. 鬨のこえ (Toki no Koe) - 168. 守護神 (Shugoshin) |

| - 169. O Poder das Pessoas - 170. Arma Mágica - 171. Presa - 172. Finalis VS Magos - 173. O Rei das Bestas - 174. O Poder de um Magi - 175. Espírito de Luta - 176. Barbatos - 177. Alta Sacerdotisa - 178. Ponto Negro | - 169. 人の力 (Hito no Chikara) - 170. 魔導兵器 (Madō Heiki) - 171. エサ (Esa) - 172. ファナリスVS魔法使い (Fanarisu VS Mahōtsukai) - 173. 獣の王 (Kemono no Ō) - 174. マギの力 (Magi no Chikara) - 175. 戦う心 (Tatakau Kokoro) - 176. バルバトス (Barubatosu) - 177. 最高司祭 (Saikō Shisai) - 178. 暗黒点 (Ankokuten) |

| - 179. Para as Profundezas - 180. Ren Kouha e o Receptáculo do Rei - 181. Execução - 182. MAgi Equip de Djinn de Amon - 183. Confronto - 184. Titus e Marga - 185. O Último Poder - 186. Kouen e Alibaba - 187. A Grande Reunião - 188. Os Guerreiros com Magi Equip | - 179. 最深部へ (Saishinbu e) - 180. 練紅覇という王の器 (Ren Kōha to iu Ō no Utsuwa) - 181. 完成 (Kansei) - 182. 魔装アモン (Masō Amon) - 183. 対面 (Taimen) - 184. ティトスとマルガ (Titosu to Maruga) - 185. 最後の力 (Saigo no Chikara) - 186. 紅炎とアリババ (Kōen to Aribaba) - 187. 大集結 (Dai Shūketsu) - 188. 魔装戦士達 (Masō Senshi-tachi) |

| - 189. Dez Mil - 190. Chama da Harmonia - 191. Aquele que Come Rukh - 192. Ataques Ferozes - 193. O Magi Traidor - 194. A Hora da Queda - 195. Poder Total - 196. Hesitação - 197. Mensagem - 198. Bem-vindo de Volta | - 189. 一万匹 (Ichi Man Biki) - 190. 炎の共闘 (Honō no Kyōtō) - 191. ルクを喰うモノ (Rufu o Kuu Mono) - 192. 猛攻 (Mōkō) - 193. 裏切りのマギ (Uragiri no Magi) - 194. 滅亡の時 (Metsubō no Toki) - 195. 全ての力 (Subete no Chikara) - 196. 迷い (Mayoi) - 197. 伝言 (Dengon) - 198. おかえりなさい (Okaerinasai) |

| - 199. Depois da Guerra - 200. Lágrimas Masculinas - 201. O Convite para Balbadd - 202. Os Familiares de Alibaba - 203. Loucamente Apaixonado - 204. Sinbad e Yunan - 205. O Que é o Receptáculo de um Rei? - 206. A Noite na Casa de um Velho Amigo - 207. O Túmulo de Cassim - 208. O Homem Chamado Ren Koumei | - 199. 戦の後 (Ikusa no Ato) - 200. 男の涙 (Otoko no Namida) - 201. バルバッドへの招待状 (Barubaddo e no Shōtaijō) - 202. アリババの眷属 (Aribaba no Kenzoku) - 203. ほれたのほれたの (Horeta no Horeta no) - 204. シンドバッドとユナン (Shindobaddo to Yunan) - 205. 王の器とは? (Ō no Utsuwa to wa?) - 206. 旧友との夜 (Kyūyū to no Yoru) - 207. カシムの墓 (Kashimu no Haka) - 208. 練紅明という男 (Ren Kōmei to Iu Otoko) |

| - 209. Ideologia Unificada - 210. Condições - 211. A Terra Natal dos Fanalis - 212. Mãos Sujas - 213. Conferência - 214. Sua Terra Natal - 215. Lenda - 216. Seu Nome é Solomon - 217. Espécies Diferentes - 218. Grandes Pecadores | - 209. 思想統一 (Shisō Tōitsu) - 210. 条件 (Jōken) - 211. ファナリスの故郷 (Fanarisu no Kokyō) - 212. 汚い手 (Kitanai Te) - 213. 会談 (Kaidan) - 214. 生まれ故郷 (Umare Kokyō) - 215. 神話 (Shinwa) - 216. その名はソロモン (Sono Na wa Soromon) - 217. 異種族 (Ishuzoku) - 218. 大罪人 (Taizainin) |

| - 219. A Verdadeira Identidade de Solomon - 220. Algo em Comum - 221. Mal de Amor - 222. Dragão Mãe - 223. Promessa - 224. Cortejo - 225. Futuro - 226. Rei Solomon - 227. A Batalha Final - 228. O Plano de David | - 219. ソロモンの正体 (Soromon no Shōtai) - 220. 共通するもの (Kyōtsū suru Mono) - 221. 恋情 (Renjō) - 222. 原始竜 (Mazā Doragon) - 223. 誓い (Chikai) - 224. 求愛 (Kyūai) - 225. 未来 (Mirai) - 226. ソロモン王 (Soromon Ō) - 227. 最終決戦 (Saishū Kessen) - 228. ダビデの策 (Dabide no Saku) |

| - 229. O Mago Mais Poderoso do Mundo - 230. David e Solomon - 231. Para o Mundo da Outra Dimensão - 232. O Mundo de Solomon - 233. A Rebelião Contra a Luz - 234. A Revolta da Estrela de Oito Pontas - 235. O Retorno de Solomon - 236. O Avatar de Solomon - 237. A Razão Por Trás do Novo Mundo - 238. A Proposta de Aladdin | - 229. 世界最強の魔導 (Sekai Saikyō no Madō) - 230. ダビデとソロモン (Dabide to Soromon) - 231. 異次元世界へ (I Jigen Sekai e) - 232. ソロモンの世界 (Soromon no Sekai) - 233. 光への造反 (Hikari e no Hangyaku) - 234. 八芒星の反乱 (Hachibōsei no Hanran) - 235. ソロモンの帰還 (Soromon no Kikan) - 236. ソロモンのうつし身 (Soromon no Utsushi Mi) - 237. 新たな世界の理 (Arata na Sekai no Kotowari) - 238. アラジンの提案 (Arajin no Teian) |

## Volumes 25~37
| - 239. As Intenções dos Três Países - 240. A Resposta do Magi Negro - 241. A Decisão de Cada Um - 242. A Determinação de Hakuryuu - 243. O Djinn da Verdade e Convicção - 244. O Receptáculo do Rei Negro - 245. O Poder do Novo Djinn - 246. A Intercessão de Phenex - 247. Batalha Decisiva na Capital - 248. A Carta na Manga de Judar | - 239. 三国の思惑 (Sangoku no Omowaku) - 240. 黒マギの答え (Kuro Magi no Kotae) - 241. それぞれの覚悟 (Sorezore no Kakugo) - 242. 白龍の決断 (Hakuryū no Ketsudan) - 243. 真実と断罪のジン (Shinjitsu to Danzai no Jin) - 244. 黒き王の器 (Kuroki Ō no Utsuwa) - 245. 新たなジンの力 (Aratana Jin no Chikara) - 246. フェニクスの戒め (Fenikusu no Imashime) - 247. 帝都決戦 (Teito Kessen) - 248. ジュダルの奥の手 (Judaru no Oku no Te) |

| - 249. A Persistência de Hakuryuu - 250. O Novo Imperador - 251. O Decreto de Hakuryuu - 252. A Reunião dos Dois Receptáculos de Rei - 253. Uma Batalha Inflexível - 254. Determinação para Não Voltar Atrás - 255. O Poder da Onisciência - 256. O Poder Invisível - 257. O Magi Equip de Belial - 258. A Batalha Decisiva das Magias Extremas | - 249. 白龍の執念 (Hakuryū no Shūnen) - 250. 新たな皇帝 (Aratana Ō) - 251. 白龍の勅令 (Hakuryū no Chokurei) - 252. 王の器の再会 (Ō no Utsuwa no Saikai) - 253. 譲れない戦い (Yuzurenai Tatakai) - 254. 交わらぬ覚悟 (Majiwaranu Kakugo) - 255. 全知の力 (Zenchi no Chikara) - 256. 見えない力 (Mienai Chikara) - 257. 魔装ベリアル (Masō Beriaru) - 258. 極大魔法決戦 (Kyokudai Mahōkessen) |

| - 259. O Fim do Receptáculo de Rei - 260. O Poder Extremo da Magia - 261. Depois da Batalha Mortal - 262. O Julgamento do Certo e Errado - 263. A Vontade de Aladdin - 264. O Paradeiro de Alibaba - 265. Prelúdio Para a Guerra - 266. Encontro com o Desconhecido - 267. A Véspera da Batalha Decisiva - 268. A Batalha de Kanan | - 259. 王の器の決着 (Ō no Utsuwa no Ketchaku) - 260. 究極の力魔法 (Kyūkyoku no Chikara Mahō) - 261. 死闘の果てに (Shitō no Hate ni) - 262. 善悪の判断 (Zen'aku no Handan) - 263. アラジンの意志 (Arajin no Ishi) - 264. アリババの行方 (Aribaba no Yukue) - 265. 大戦の幕開け (Taisen no Makuake) - 266. 未知との遭遇 (Michi to no Sōgū) - 267. 決戦前夜 (Kessen Zen'ya) - 268. 華南の戦い (Kanan no Tatakai) |

| - 269. O Dever de um General - 270. A Estratégia de Cerco - 271. Atravessando a Formação Inimiga - 272. Confronto entre Receptáculos - 273. O Plano Original - 274. O Curso da Guerra é Revertido - 275. No Fundo do Mundo - 276. A Vontade de Deus - 277. Mundo Desejado - 278. Confronto Entre Irmãos | - 269. 将たる務め (Shōtaru Tsutome) - 270. 包囲作戦 (Hōi Sakusen) - 271. 敵陣突破 (Tekijin Toppa) - 272. 眷属合戦 (Kenzoku Gassen) - 273. 当初の計画 (Tōsho no Keikaku) - 274. 覆る戦局 (Kutsugaeru Senkyoku) - 275. 世界の底 (Sekai no Soko) - 276. 神の意志 (Kami no Ishi) - 277. 望む世界 (Nozomu Sekai) - 278. 兄弟の対面 (Kyōdai no Taimen) |

| - 279. Vencedores e Perdedores - 280. Aplicação da Execução - 281. O Paradeiro da Vingança - 282. Um Novo Começo - 283. O Retorno de Alibaba - 284. Mudanças no Mundo - 285. Na Sede da Companhia - 286. O Revolucionário do Mundo - 287. A Jornada até Rakushou - 288. O Novo Mundo sob Tensão | - 279. 勝者と敗者 (Shōsha to Haisha) - 280. 処刑執行 (Shokei Shikkō) - 281. 復讐の行方 (Fukushū no Yukue) - 282. 新たな幕開け (Aratana Makuake) - 283. アリババの帰還 (Aribaba no Kikan) - 284. 世界の変容 (Sekai no Hen'yō) - 285. 商会本部へ (Shōkai Honbu e) - 286. 世界の革新者 (Sekai no Kakushin-sha) - 287. 洛昌への旅路 (Rakushō e no Tabiji) - 288. 新世界の歪み (Shin Sekai no Hizumi) |

| - 289. O Poder de Alibaba - 290. Reunião com Uma Amiga - 291. Negociações Diretas - 292. O Começo do Contra-Ataque - 293. Os Indícios da Ressurreição de Kou - 294. O Resto dos Recursos - 295. O Plano Secreto do Estrategista - 296. Indo Para Casa - 297. As Chances de Sucesso do Plano - 298. Como Alguém Acima | - 289. アリババの力 (Aribaba no Chikara) - 290. 皇帝との再会 (Tomo to no Saikai) - 291. 直接交渉 (Chokusetsu Kōshō) - 292. 反撃の糸口 (Hangeki no Itoguchi) - 293. 煌復活の狼煙 (Kō Fukkatsu no Noroshi) - 294. 残された財源 (Nokosa reta Zaigen) - 295. 軍師の秘策 (Gunshi no Hisaku) - 296. 故郷へ (Furusato e) - 297. 計画の勝算 (Keikaku no Shōsan) - 298. 上に立つ者として (Ue ni Tatsu Mono to Shite) |

| - 299. O Ideal do Reim - 300. O Caminho de Cada Um - 301. Como um Representante - 302. Rival - 303. Batalha da Nova Era - 304. Uma Voz Vinda de Longe - 305. Vontades Incompatíveis - 306. A Intenção de Arba - 307. Preparativos Concluídos - 308. O Guardião | - 299. レームの在り方 (Rēmu no Arikata) - 300. それぞれの道 (Sorezore no Michi) - 301. 代表として (Daihyō to Shite) - 302. ライバル (Raibaru) - 303. 新時代の戦い (Shin Jidai no Tatakai) - 304. 彼方からの声 (Kanata kara no Koe) - 305. 交わらぬ意志 (Majiwaranu Ishi) - 306. アルバの思惑 (Aruba no Omowaku) - 307. 準備完了 (Junbi Kanryō) - 308. 守り人 (Moribito) |

| - 309. Yunan Contra Arba - 310. O Resultado do Treinamento - 311. A Revanche de Dois Anos Atrás - 312. Batalha Decisiva Contra a Organização - 313. A Persistência de Arba - 314. Reencontro, e Então... - 315. Saudações de Ano Novo - 316. O Sussurro de David - 317. Os Laços de Sinbad - 318. A Troca do Conselho Administrativo | - 309. ユナン対アルバ (Yunan Tai Aruba) - 310. 修行の成果 (Shugyō no Seika) - 311. 2年ぶりの再戦 (2-Nen-buri no Saisen) - 312. 組織との決戦 (Soshiki to no Kessen) - 313. アルバの執念 (Aruba no Shūnen) - 314. 再開、そして (Saikai, Soshite) - 315. 挨拶回り (Aisatsu Mawari) - 316. ダビデの囁き (Dabide no Sasayaki) - 317. シンドバッドの絆 (Shindobaddo no Kizuna) - 318. 理事会の応酬 (Riji-kai no Ōshū) |

| - 319. A Gratidão de Kougyoku - 320. A Proposta de Arba - 321. O Sorriso de Sinbad - 322. Para o Topo - 323. A Aventura Sem Fim - 324. As Muitas Camadas de Deus - 325. O Sábio que Serviu o Rei - 326. Um Sentimento Muito Ruim - 327. Despejado - 328. Esperança Compartilhada | - 319. 紅玉の感謝 (Kōgyoku no Kansha) - 320. アルバの提案 (Aruba no Teian) - 321. シンドバッドの笑み (Shindobaddo no Emi) - 322. 高みまで (Takami made) - 323. 冒険は終わらない (Bōken wa Owaranai) - 324. 神の多重構造 (Kami no Tajū Kōzō) - 325. 王佐の賢者 (Ōsa no Kenja) - 326. 強烈な違和感 (Kyōretsuna Iwakan) - 327. フられた (Fu Rareta) - 328. 共通の希望 (Kyōtsū no Kibō) |

| - 329. O "Rei" Humano da Ganância - 330. Juntos, Para o Kukh - 331. A Escolha de Alibaba - 332. O Maior "Candidato a Rei" de Todos - 333. Portão para o Palácio Sagrado - 334. Batendo de Frente - 335. As 7 Dungeons - 336. Destino Irracional - 337. A Crença da Fúria e dos Heróis - 338. Valefor | - 329. 強欲な人の『王』 (Gōyokuna Hito no "Ō") - 330. 共にルフへ (Tomoni Rufu e) - 331. アリババの選択 (Aribaba no Sentaku) - 332. 誰よりも大きな『王の器』 (Dare yori mo Ōkina "Ō no Utsuwa") - 333. 聖宮へのゲート (Seikyū e no Gēto) - 334. ぶつかい合いながら (Butsu kai Ai nagara) - 335. 7つの迷宮 (Nanatsu no Danjon) - 336. 理不尽な運命 (Rifujin'na Unmei) - 337. 憤怒と英傑の信念 (Funnu to Eiketsu no Shin'nen) - 338. ヴァレフォール (Varefōru) |

| - 339. A Crença da Falsidade e do Prestígio - 340. A Luta para se Certificar - 341. A Crença da Determinação e das Marionetes - 342. O Inovador - 343. Um Certo Espaço - 344. Era Tudo Parte do Plano - 345. A Mágica que Conecta - 346. Nenhum Desses Futuros - 347. Sensação de Vazio - 348. As Possibilidades da Grande Magia - 349. As Pessoas Envolvidas | - 339. 虚偽と信望の信念 (Kyogi to Shinbō no Shin'nen) - 340. 見極める戦い (Mikiwameru Tatakai) - 341. 精神と傀儡の信念 (Seishin to Kairai no Shin'nen) - 342. 革新者 (Kakushin-sha) - 343. とある空間 (Toaru Kūkan) - 344. 全ては布石 (Subete wa Fuseki) - 345. 繋げる魔法 (Tsunageru Mahō) - 346. どちらでもない未来 (Dochira Demonai Mirai) - 347. 虚無感 (Kyomu-kan) - 348. 大魔法の可能性 (Dai Mahō no Kanōsei) - 349. 巻き込まれる人間 (Makikoma reru Ningen) |

| - 350. Algo Grande e Impossível - 351. A Magia para Retornar o Mundo ao Rukh - 352. Chave do Palácio Sagrado - 353. A Coleção dos Rukh - 354. A Batalha para Proteger o Mundo - 355. A Hierarquia de Deus - 356. Réquiem - 357. Um Membro do Mundo - 358. Um Destino Diferente - 359. Os Recipientes de Metal são para o Bem Deste Dia | - 350. 不可能な大事業 (Fukanōna Dai Jigyō) - 351. 世界をルフに還す魔法 (Sekai o Rufu ni Kaesu Mahō) - 352. 聖宮の鍵 (Hijiri Nomiya no Kagi) - 353. ルフの回収 (Rufu no Kaishū) - 354. 地上を守る戦い (Chijō o Mamoru Tatakai) - 355. 神の序列 (Kami no Joretsu) - 356. 引導 (Indō) - 357. 世界の一員 (Sekai no Ichiin) - 358. 異なる運命 (Kotonaru Unmei) - 359. 金属器は今日のために (Kinzoku-ki wa Kyō no Tame ni) |

| - 360. A Resposta de Alibaba - 361. O Golpe Final - 362. Os Fins mais Distantes do Destino - 363. Dessa Vez, Juntos - 364. Um Cruel e Livre Caminho - 365. A Torre Alta do Dungeon - 366. Uma Pessoa Covarde - 367. O Mundo que Caiu no Caos - 368. Ruptura - 369. Desejos | - 360. アリババの答え (Aribaba no Kotae) - 361. 最後の一撃 (Saigo no Ichigeki) - 362. 運命の最果て (Unmei no Saihate) - 363. 今こそ共に (Imakoso Tomoni) - 364. 過酷で自由な道 (Kakokude Jiyūna Michi) - 365. 迷宮の巨塔 (Danjon no Kyotō) - 366. おくびょうな人 (Okubyōna Hito) - 367. 混沌とした世界 (Konton to Shita Sekai) - 368. 限界点 (Genkai-ten) - 369. 願い事 (Negaigoto) |